# Iniciativa per Catalunya Verds
Iniciativa per Catalunya Verds (ICV) va ser un partit polític ecosocialista d'àmbit català. L'any 2021 la majoria dels seus militants van passar a formar part del nou partit Esquerra Verda.

## Orígens i partits intervinents en la formació

### Naixement
El 23 de febrer de 1987, sota el nom d'Iniciativa per Catalunya (IC), es crea una federació de partits polítics formada inicialment pel Partit Socialista Unificat de Catalunya (PSUC), l'Entesa dels Nacionalistes d'Esquerra (ENE) i el Partit dels Comunistes de Catalunya (PCC). La nova federació també incorpora independents i persones provinents dels moviments socials.
Creada sota l'impuls del PSUC, el partit fundador més important, IC no solament pretén recompondre l'espai comunista català, greument afectat per la crisi interna i electoral de principis dels vuitanta, sinó que també busca construir una aliança programàtica de les esquerres i obrir-se cap als nous moviments socials.
Igual que sempre havia fet el PSUC amb el Partit Comunista d'Espanya (PCE), IC manté l'obediència catalana i la seva sobirania respecte d'Esquerra Unida (IU en les seves sigles en castellà, una formació bastida a l'Estat Espanyol pel PCE i altres partits en un procés similar al que havia iniciat IC) i es limita a establir acords electorals i parlamentaris amb IU.
En aquesta època el màxim dirigent de la formació és Rafael Ribó, secretari general del PSUC.
Ben aviat, però, dins la federació es produeixen tensions i el 1989 el PCC abandona IC. Per contra, el PSUC parcialment i l'ENE de manera més completa cedeixen a IC parts de les seves atribucions en favor de la federació, que de facto actua ja com un únic partit polític, encara que això no es reflecteixi documentalment fins a l'assemblea de 1997.
Paral·lelament a aquests moviments, i com un dels seus múltiples desencadenants, es fa un procés d'unificació comunista que porta a la reintegració al PSUC de l'organització Bandera Roja i de les restes del Partit del Treball de Catalunya; si bé el PCC rebutjarà la reunificació, malgrat el reingrés d'un cert nombre de militants i quadres.

### La Coalició Iniciativa per Catalunya-Els Verds
Superada aparentment aquesta primera crisi, el 1995 IC conforma una coalició electoral, anomenada Iniciativa per Catalunya-Els Verds (IC-EV), a la que s'integra, a part, lògicament, de la mateixa IC, l'organització Els Verds (Confederació Ecologista de Catalunya) i novament el PCC, i aconseguí millorar els resultats electorals.
Tanmateix, tant al si de la federació IC, com en la mateixa coalició IC-EV, es mantenen les diverses tensions ideològiques i organitzatives que havien portat a la desvinculació del PCC d'IC el 1989.
A nivell organitzatiu hi ha diferències sobre si els partits integrants han de cedir completament les seves atribucions a IC i conformar aquesta com un partit únic, o si per contra, IC-EV ha d'ésser una plataforma electoral i programàtica però mantenir la independència de cada partit. Aquesta discussió orgànica va molt lligada a la discussió ideològica sobre si IC ha d'evolucionar més enllà del comunisme o bé ha de limitar-se a ésser un àmbit comú de treball programàtic i electoral. També hi ha diversos punts de vista a nivell estratègic, especialment sobre quina política d'aliances cal dur a terme envers el Partit dels Socialistes de Catalunya. Tanmateix, hi ha posicions encontrades respecte política laboral, social, la construcció de la Unió europea sota el paràmetres del Tractat de Maastricht, o sobre la campanya d'ajut econòmic a la candidatura única a Galícia entre Esquerda Unida, Els Verds i el PSdeG-PSOE.
Fruit de totes aquestes tensions la coalició es trenca el 1997 quan el PCC abandona la coalició i, alhora, un sector del PSUC contrari a la seva dissolució a l'interior d'IC formen el Col·lectiu Roig-verd-Violeta i el PSUC-viu. Aquests organitzacions, junt amb algunes altres organitzacions més petites creen Esquerra Unida i Alternativa (EUiA) i estableixen relacions amb IU. L'any anterior, IU i IC havien trencat la seva col·laboració a nivell estatal.
A l'interior de l'altre soci de la coalició, Els Verds (CEC), també hi ha diverses tendències que porten a la fragmentació del partit, la minoria manté acords amb IC i PSC -Opció Verda-, d'altres en solitari i en coalicions amb ERC (europees i alguns municipis) EUiA (Estatals i alguns municipis -Els Verds CEC- i d'altres intenten bastir el seu projecte independent.
Tots aquests fets comporten un daltabaix electoral en tots i cada un dels grups que han sorgit d'IC-EV. En les eleccions autonòmiques de 1999, Iniciativa per Catalunya Verds obté 3 escons en solitari per la circumscripció de Barcelona i 2 escons més en el marc de la coalició amb el Partit dels Socialistes de Catalunya i Ciutadans pel Canvi en la resta de circumscripcions, això suposa una forta devallada respecte els 11 diputats obtinguts per la coalició Iniciativa per Catalunyha -Els Verds, formada per IC, Els Verds (CEC) i el PCC.

### Consolidació d'Iniciativa per Catalunya Verds
Després de la crisi l'ENE i el PSUC han cedit definitivament la seva sobirania a IC i que aquesta està disposada a avançar cap a un nou projecte polític que se sap que no vol renunciar al caràcter alternatiu del comunisme enfront del capitalisme però que, en no seguir els seus postulats, ha de construir un marc conceptual nou. A primers dels 90 van ésser simpaties pel Partit Democràtic de l'Esquerra italià, el 1997 ecosocialisme, i a la Cinquena Assemblea de 1998 "radicalisme democràtic" 
Així s'aprova a la IV assemblea nacional el 1997 una nova definició del partit com a ecosocialista. Posteriorment, després de la ruptura, s'adopta el nom d'Iniciativa per Catalunya-Verds (IC-V), amb nom i logotip molt similar a l'antiga coalició, i es conforma un únic partit. Poc després (2002) s'adopta el nom actual d'Iniciativa per Catalunya Verds (ICV) que va conflicte amb els moviment ecologista i polític
L'any 2000 Joan Saura relleva Rafael Ribó al capdavant del partit. Només recuperarà els seus anteriors resultats electorals paradoxalment, recuperant relacions amb EUiA.
El 2004 la formació Els Verds-Esquerra Ecologista (EV-EE) -un petit partit ecologista provinent de la fragmentació de Els Verds (CEC)- formarà part de la federació ICV. El 2007 abandonen l'organització per discrepàncies polítiques amb la pràctica institucional d'ICV.
En l'àmbit local, des dels seus orígens, ICV té establert un protocol de col·laboració amb diversos col·lectius independents agrupats a l'Entesa del Progrés Municipal (EPM).
El 2010, ICV és un dels membres que forma Espai plural. El 2011 ICV i Equo signen un acord on es reconeixen com a partits germans membres del Partit Verd Europeu. Fruit d'aquest acord, Equo no concorria a Catalunya a les eleccions espanyoles del 20 de novembre, amb la intenció, això no obstant, de formar grup parlamentari conjuntament amb ICV. Així mateix aproven acudir a les eleccions europees del 2013 sota la mateixa sigla. A les eleccions espanyoles de 2011, ICV es presenta a les eleccions amb la marca estatal d'IU: La Izquierda Plural, de la qual també formaven part EUiA, CHA i Batzarre.

## Confluències i crisi
En 2013, en la desena assemblea nacional es va decidir obrir un procés de confluència amb altres forces polítiques i socials, deixant de presentar-se a les eleccions amb les seves sigles. i fent-ho en les Eleccions al Parlament de Catalunya de 2015 en la coalició Catalunya Sí que es Pot i a les Eleccions generals espanyoles de 2016 com a Units Podem.
El deute bancari que arrossega el partit i la disminució de la representació institucional arran dels mals resultats a les eleccions espanyoles i municipals, tot i haver aconseguit conservar l'alcaldia de Barcelona van provocar greus dificultats econòmiques que es reflectien en un deute amb els bancs l'any 2017 de 10,2 milions d'euros, abocant ICV al concurs de creditors a mitjans de 2019.

## Representació institucional

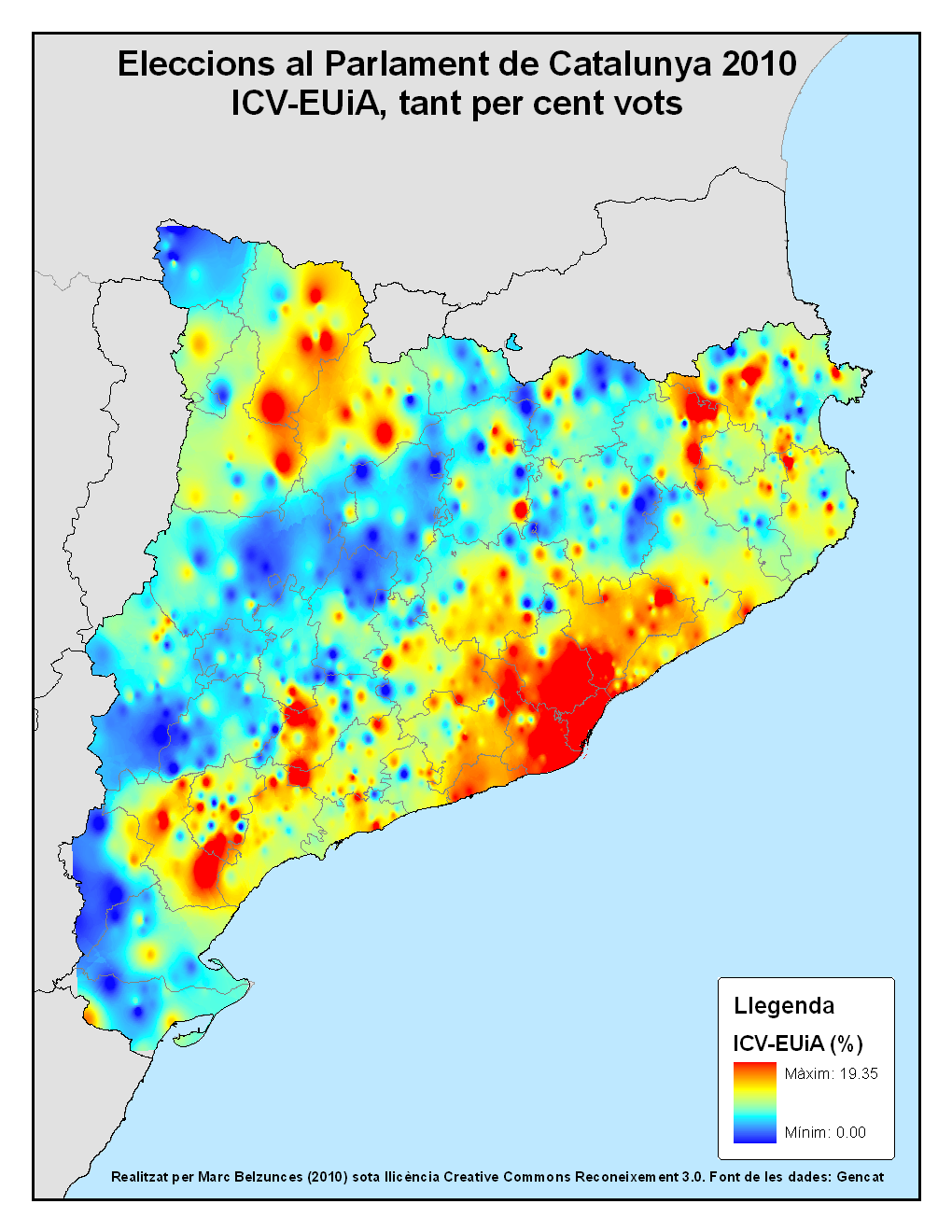
Suport en tant per cent de ICV-EUiA a les eleccions catalanes del 2010. En vermell les zones de major suport, en blau on el suport és menor.

En el darrer cicle (a partir del 2003) ICV i EUiA ha recompost les seves relacions sobre la base d'acords electorals i programàtics, però aparcant el projecte d'unificació orgànica que tants desacords ha causat en el passat i optant per una fórmula de coalició electoral. Les relacions entre les dues formacions s'articulen ara en un Consell Coordinador. Això ha comportat, de retruc, el restabliment de relacions amb IU.
Arran de les eleccions de novembre de 2003 ICV i el seu soci EUiA, es van integrar en el Govern tripartit de la Generalitat de Catalunya sota presidència Pasqual Maragall i amb la presència de dos consellers d'ICV, Joan Saura (Relacions Institucionals i Participació) i Salvador Milà (Medi Ambient i Habitatge).
La primavera de 2005 el govern va patir dues crisis de govern que van propiciar primer el relleu de diversos consellers i conselleres (entre ells Salvador Milà, que va ésser substituït per Francesc Baltasar, també d'ICV), i poc després l'abandó del govern per part d'ERC.
A les eleccions al Parlament de Catalunya del novembre del 2006, ICV va millorar els resultats obtinguts el 2003 i va aconseguir tres diputats més, cosa que permetia al seu grup tenir actualment 12 diputats, i a partir d'aquí va perdre representació progressivament, quan a les eleccions de 2010 va obtenir sis diputats i el seu soci EUiA dos més, el 2010 va obtenir set diputats i el seu soci EUiA tres més i el 2015 va obtenir només tres escons dels vuit que van ser escollits per la confluència Catalunya Sí Que Es Pot, i el 2017 la nova coalició Catalunya en Comú-Podem va treure vuit escons, dos dels quals d'ICV.

## Ideologia i principis programàtics
En els documents definitoris d'ICV apareixen sovint les expressions ecosocialisme, ecopacifisme, esquerra transformadora, esquerra alternativa o esquerra verda nacional.
Segons la mateixa definició, Iniciativa per Catalunya Verds és una organització de l'esquerra verda nacional que lluita per una societat d'homes i dones, lliures i iguals, en un planeta habitable i que, amb la més àmplia participació ciutadana, impulsa la construcció d'una majoria social i política d'esquerres a Catalunya.

## Estructura organitzativa
L'estructura organitzativa ha anat evolucionant durant els anys des del model jeràrquic centralitzat de la tradició comunista que es va adoptar en un principi fins al model actual amb trets més horitzontals, influït pels moviments socials.
Fruit d'aquesta concepció, actualment la presidència d'ICV i les persones cap de llista o dirigents d'organització local són escollides en eleccions primàries internes; s'ha regulat un procediment de consulta interna mitjançant referèndum vinculat on poden participar tots els afiliats i afiliades del partit, procediment que és obligatori per a les decisions més rellevants, fet que comporta una translació de la sobirania cap als i les militants de base; i s'han adoptat polítiques d'igualtat de gènere que garanteixen una presència mínima del 40% de cada sexe en els òrgans de direcció del partit.
El màxim òrgan d'ICV és l'Assemblea Nacional —que es reuneix, com a mínim, un cop cada quatre anys— i que té competència exclusiva en la fixació dels principis del partit, del seu manifest programa i de les normes de funcionament.
L'Assemblea Nacional escull un Consell Nacional, que és el màxim òrgan entre assemblees, el qual escull una Comissió Permanent, per tal d'executar i fer seguiment dels seus acords, i una Secretaria Política que dirigeix l'activitat diària del partit coordinada pel president o presidenta d'ICV.
ICV s'organitza territorialment a través d'agrupacions comarcals i locals i en l'àmbit polític en àmbits temàtics i programàtics. Així mateix, manté un protocol de col·laboració amb l'organització juvenil Joves d'Esquerra Verda (JEV) —anteriorment Joves amb Iniciativa (JIC), formada per la confluència i abandonament d'activitat de les joventuts polítiques del PSUC i l'ENE.

## Símbols
La bandera d'ICV és la vermella amb el logotip, però s'utilitza també amb els colors verd (pels ecologistes) i morat (considerat el color del moviment antiglobalització i alternatiu i símbol del feminisme).
Els himnes del partit són Els Segadors i La Internacional.
El principal òrgan d'expressió d'ICV és el periòdic Treball, fundat pel PSUC el 1936.

## Resultats electorals

### Parlament de Catalunya
| Any  | Vots    | %         | Escons   | +/- | Notes                                             |
| ---- | ------- | --------- | -------- | --- | ------------------------------------------------- |
| 1988 | 209.211 | 7,7 (#3)  | 9 / 135  | 3   | Respecte resultats del PSUC                       |
| 1992 | 171.794 | 6,5 (#4)  | 7 / 135  | 2   |                                                   |
| 1995 | 313.092 | 9,7 (#5)  | 11 / 135 | 4   |                                                   |
| 1999 | 78.441  | 2,5 (#5)  | 5 / 135  | 6   | 3 diputats més 2 obtinguts en coalició amb el PSC |
| 2003 | 241.163 | 7,2 (#5)  | 8 / 135  | 3   | Com a ICV-EUiA, de 9 totals.                      |
| 2006 | 282.693 | 9,5 (#5)  | 10 / 135 | 2   | Com a ICV-EUiA, de 12 totals.                     |
| 2010 | 229.985 | 7,4 (#4)  | 8 / 135  | 2   | Com a ICV-EUiA, de 10 totals.                     |
| 2012 | 358.857 | 9,9 (#5)  | 10 / 135 | 2   | Com a ICV-EUiA, de 13 totals.                     |
| 2015 | 367.613 | 8.94 (#4) | 3 / 135  | 7   | Dins de CSQP, d'11 totals.                        |
| 2017 | 326.360 | 7.46 (#5) | 2 / 135  | 1   | Dins de CeC-P, de 8 totals.                       |
| 2021 | 195.345 | 6.87 (#5) | 1 / 135  | 1   | Dins d'ECP, de 8 totals.                          |

### Eleccions a Corts Generals
| Corts Generals |           |           |           |           |           |                           |           |           |                              |
| Any            | Catalunya | Catalunya | Catalunya | Catalunya | Catalunya | Catalunya                 | Catalunya | Catalunya | Catalunya                    |
| Any            | Congrés   | Congrés   | Congrés   | Congrés   | Congrés   | Congrés                   | Senat     | Senat     | Senat                        |
| Any            | Vots      | %         | #         | Escons    | +/–       | Notes                     | Escons    | +/–       | Notes                        |
| 1989           | 231.452   | 7,37      | 4t        | 3 / 47    | 2         | Respecte el PSUC          | 0 / 16    |           |                              |
| 1993           | 273.444   | 7,51      | 4t        | 3 / 47    |           |                           | 0 / 16    |           |                              |
| 1996           | 296.985   | 7,69      | 4t        | 2 / 47    | 1         |                           | 0 / 16    |           |                              |
| 2000           | 119.290   | 3,59      | 5è        | 1 / 47    | 1         |                           | 1 / 16    | 1         | Dins de l'ECP, de 8 totals.  |
| 2004           | 234,790   | 5.84      | 5è        | 2 / 47    | 1         | Com ICV-EUiA              | 1 / 16    |           | Dins de l'ECP, de 12 totals. |
| 2008           | 183,338   | 4.92      | 5è        | 1 / 47    | 1         | Com ICV-EUiA              | 1 / 16    |           | Dins de l'ECP, de 12 totals. |
| 2011           | 280,152   | 8.09      | 4t        | 2 / 47    | 1         | Com ICV-EUiA, de 3 totals | 1 / 16    |           | Dins de l'EPC, de 7 totals.  |
| 2015           | 929.880   | 24,88     | 1r        | 3 / 47    | 1         | Dins d'EC, de 12 totals.  | 2 / 16    |           | Dins d'EC, de 4 totals.      |
| 2016           | 853.102   | 24,74     | 1r        | 3 / 47    |           | Dins d'EC, de 12 totals.  | 2 / 16    |           | Dins d'EC, de 4 totals.      |
| 2019 (I)       | 615.665   | 14,93     | 3r        | 2 / 47    | 1         | Dins d'EC, de 7 totals.   | 0 / 16    | 2         | Dins d'EC, de 0 totals.      |
| 2019 (II)      | 549.173   | 14,27     | 4t        | 1 / 47    | 1         | Dins d'EC, de 7 totals.   | 0 / 16    |           | Dins d'EC, de 0 totals.      |

### Eleccions municipals
| Any  | Vots    | %     | Escons      | +/- | Notes                                |
| ---- | ------- | ----- | ----------- | --- | ------------------------------------ |
| 1987 | 314.544 | 10.45 | 298 / 8.186 | 71  | Respecte el PSUC                     |
| 1991 | 264.367 | 9,75  | 276 / 8.328 | 22  |                                      |
| 1995 | 384.813 | 12,06 | 373 / 8.328 | 97  |                                      |
| 1999 | 230.015 | 8,05  | 291 / 8.500 | 82  |                                      |
| 2003 | 335.861 | 10,53 | 397 / 8.690 | 106 | Com ICV-EUiA (total)                 |
| 2007 | 257.947 | 9,28  | 451 / 8.690 | 54  | Com ICV-EUiA (total)                 |
| 2011 | 242.021 | 8,80  | 400 / 8.690 | 51  | Com ICV-EUiA (total)                 |
| 2015 | 372.858 | 12,17 | 370 / 9.077 | 30  | Amb el paraigües de l'ENTESA (total) |
| 2019 | 302.599 | 8,67  | 258 / 9.077 | 112 | Dins d'En Comú Guanyem (total)       |

### Eleccions europees
| Any  | Candidatura                               | Vots (Cat) | % (Cat) | Escons | +/- |
| ---- | ----------------------------------------- | ---------- | ------- | ------ | --- |
| 1987 | Esquerra Unida - Iniciativa per Europa    | 162.709    | 5,42    | 1 / 54 | Nou |
| 1989 | Esquerra Unida - Iniciativa               | 131.658    | 5,60    | 1 / 54 | =   |
| 1994 | Esquerra Unida - Iniciativa per Catalunya | 283.779    | 11,21   | 1 / 54 | =   |
| 1999 | Iniciativa per Catalunya - Verds (LEP)    | 156.471    | 5,53    | 0 / 54 | 1   |
| 2004 | Com ICV-EUiA dins d'Esquerra Unida        | 151.871    | 7,21    | 1 / 54 | 1   |
| 2009 | Com ICV-EUiA dins de L'Esquerra           | 119.755    | 6,26    | 1 / 54 | =   |
| 2014 | Com ICV-EUiA dins L'Esquerra Plural       | 259.152    | 10,49   | 1 / 54 | =   |
| 2019 | Dins Catalunya en Comú a l'UPCE.          | 292.088    | 8,49    | 1 / 54 | =   |